# Луций Стертиний Авит
Вижте пояснителната страница за други личности с името Стертиний.
Луций Стертиний Авит (на латински: Lucius Stertinius Avitus) е политик и сенатор на Римската империя през 1 век.
Авит е прокуратор в провинцията Норик. През 92 г. той е суфектконсул заедно с Тиберий Юлий Целс Полемеан. След тях суфектконсули през 92 г. стават Гай Юлий Силан и Квинт Юний Арулен Рустик.
Неговият син Луций Стертиний Норик e суфектконсул през 113 г.